# Pachetra protensa
Pachetra protensa là một loài bướm đêm trong họ Noctuidae.